# Болеславець (гміна, Верушовський повіт)
Гміна Болеславець (пол. Gmina Bolesławiec) — місько-сільська гміна у центральній Польщі. Належить до Верушовського повіту Лодзинського воєводства.
Станом на 31 грудня 2011 у гміні проживало 4096 осіб.

## Площа
Згідно з даними за 2007 рік площа гміни становила 64.58 км², у тому числі:
- орні землі: 76.00%
- ліси: 19.00%

Таким чином, площа гміни становить 11.21% площі повіту.

## Населення
Станом на 31 грудня 2011:
| Опис     | Загалом | Загалом | Чоловіки | Чоловіки | Жінки | Жінки |
| -------- | ------- | ------- | -------- | -------- | ----- | ----- |
| одиниця  | осіб    | %       | осіб     | %        | осіб  | %     |
| все      | 4096    | 100     | 2068     | 50.49    | 2028  | 49.51 |
| міське   | 0       | 100     | 0        |          | 0     |       |
| сільське | 4096    | 100     | 2068     | 50.49    | 2028  | 49.51 |

## Сусідні гміни
Гміна Болеславець межує з такими гмінами: Бичина, Верушув, Ленка-Опатовська, Лубніце, Частари.